# Lijst van administrateurs van de voormalige Zuid-Afrikaanse provincies
Dit artikel geeft een lijst van administrateurs van de voormalige Zuid-Afrikaanse provincies. Tussen 1910 en 1994 kende het land vier provincies, de Kaapprovincie, Natal, Oranje Vrijstaat en Transvaal. Aan het hoofd van iedere provincie stond een administrateur (Engels: Administrator).
In 1994, na de afschaffing van de apartheid en de instelling van de democratie, werden de vier provincies vervangen door negen nieuwe provincies met aan het hoofd van ieder van die provincies een premier. 

## Kaapprovinsie

Kaart van de Kaapprovincie (rood) in Zuid-Afrika.

| Termijn                             | Afbeelding | Persoon                                 | Aantekening                                                   |
| ----------------------------------- | ---------- | --------------------------------------- | ------------------------------------------------------------- |
| 31 mei 1910 tot december 1925       |            | Nicolaas Frederic de Waal               | Vanaf 2 januari 1911, Sir Frederic de Waal                    |
| januari 1926 tot augustus 1929      |            | Adriaan Paulus Johannes Fourie          |                                                               |
| september 1929 tot september 1939   |            | Johannes Hendrik Conradie               |                                                               |
| september 1939 tot september 1942   |            | François Allen Joubert                  |                                                               |
| 2 oktober 1942 tot 31 december 1945 |            | Gideon Brand van Zyl                    | Daarna gouverneur-generaal van Zuid-Afrika, van 1946 tot 1951 |
| 1 januari 1946 tot 1 juli 1946      |            | Philippus Arnoldus Myburgh              | Voordien van 1942 tot 1945 president van de Senaat            |
| 23 juli 1946 tot 22 juli 1951       |            | Johan Carinus                           |                                                               |
| 1 augustus 1951 tot 27 maart 1958   |            | Philippus Jacobus Olivier               |                                                               |
| 12 mei 1958 tot 28 april 1960       |            | Josias Hendrik Otto du Plessis          |                                                               |
| 28 april 1960 tot 31 mei 1970       |            | Johannes Nicholas Malan                 | Waarnemend tot 1 juni 1960                                    |
| 1 juni 1970 tot mei 1975            |            | Andries Heydenrich Vosloo               |                                                               |
| juni 1975 tot juni 1979             |            | Lourens Albertus Petrus Anderson Munnik |                                                               |
| juni 1979 tot juli 1989             |            | Eugene "Gene" van der Merwe Louw        | Nadien van 1991 tot 1994 Voorzitter van de Volksraad          |
| juli 1989 tot mei 1994              |            | Jacobus "Kobus" Meiring                 |                                                               |

## Natal

Kaart van die provincie Natal (rood) in Zuid-Afrika.

| Termijn                          | Afbeelding | Persoon                                  | Aantekening                              |
| -------------------------------- | ---------- | ---------------------------------------- | ---------------------------------------- |
| mei 1910 tot januari 1918        |            | Charles John Smythe                      |                                          |
| februari 1918 tot januari 1928   |            | George Thomas Ploughman                  |                                          |
| februari 1928 tot januari 1943   |            | Herbert Gordon Watson                    |                                          |
| februari 1943 tot november 1944  |            | George Heaton Nicholls                   |                                          |
| november 1944 tot februari 1948  |            | Douglas Edgar Mitchell                   |                                          |
| februari 1948 tot mei 1958       |            | Denis Gem Shepstone                      |                                          |
| juni 1958 tot november 1961      |            | Alfred Ernest Trollip                    |                                          |
| november 1961 tot augustus 1970  |            | Theodor Johannes Adolph Gerdener         |                                          |
| augustus 1970 tot juni 1979      |            | Wynand Wilhelm Benjamin Havemann         |                                          |
| juni 1979 tot augustus 1979      |            | Frank Martin                             | 1ste keer, waarnemend                    |
| augustus 1979 tot september 1984 |            | Jan Christoffel "Stoffel" Greyling Botha |                                          |
| september 1984 tot november 1984 |            | Frank Martin                             | 2de keer, waarnemend                     |
| november 1984 tot april 1990     |            | Radclyffe Cadman                         | Voordien in 1977 Leider van de Oppositie |
| april 1990 tot 7 mei 1994        |            | Cornelius Johannes van Rooyen Botha      |                                          |

## Oranje-Vrystaat

Kaart van die provincie Oranje Vrijstaat (rood) in Suid-Afrika.

| Termijn                            | Afbeelding | Persoon                                    | Aantekening                                           |
| ---------------------------------- | ---------- | ------------------------------------------ | ----------------------------------------------------- |
| mei 1910 tot mei 1915              |            | Alfred Ernest William Ramsbottom           |                                                       |
| mei 1915 tot 2 maart 1924          |            | Cornelius Hermanus Wessels                 | Vanaf 4 maart 1920, sir Cornelius Hermanus Wessels    |
| 11 maart 1924 tot maart 1929       |            | Esaias Reinier Grobler                     |                                                       |
| maart 1929 tot 11 november 1936    |            | Carl Theodorus Muller Wilcocks             |                                                       |
| november 1936 tot december 1936    |            | Johannes Buys                              | Waarnemend                                            |
| december 1936 tot december 1940    |            | Johannes Frederik Janse van Rensburg       |                                                       |
| december 1940 tot december 1950    |            | Stephanus Philippus Barnard                |                                                       |
| 1 januari 1951 tot december 1959   |            | Jacobus "Jim" Johannes Fouché              | Was van 1968 tot 1975 Staatspresident van Zuid-Afrika |
| december 1959 tot december 1969    |            | Johannes Willem Jacobus Coetzee du Plessis |                                                       |
| december 1969 tot 13 december 1974 |            | Gabriel François van Lingen Froneman       |                                                       |
| 14 december 1974 tot 1979          |            | Abraham Cornelis van Wyk                   |                                                       |
| 1979 tot 1980                      |            | Cornelius "Nak" van der Merwe              |                                                       |
| november 1980 tot augustus 1991    |            | Louis Johannes Botha                       |                                                       |
| augustus 1991 tot 7 mei 1994       |            | Louis van der Watt                         |                                                       |

## Transvaal

Kaart van die provincie Transvaal (rood) in Zuid-Afrika.

| Termijn                               | Afbeelding | Persoon                                | Aantekening                                                              |
| ------------------------------------- | ---------- | -------------------------------------- | ------------------------------------------------------------------------ |
| 31 mei 1910 tot 23 juli 1917          |            | Johann Friedrich Bernhard Rissik       |                                                                          |
| 24 juli 1917 tot 29 februari 1924     |            | Alfred George Robertson                |                                                                          |
| 1 maart 1924 tot 28 februari 1929     |            | Jan Hendrik Hofmeyr                    |                                                                          |
| 1 maart 1929 tot 28 februari 1934     |            | Jacobus Stephanus Smit                 |                                                                          |
| 1 maart 1934 tot 29 juli 1938         |            | Simon Potgieter Bekker                 |                                                                          |
| 1 september 1938 tot 31 augustus 1948 |            | Jacobus Johannes Pienaar               |                                                                          |
| 1 november 1948 tot 31 oktober 1958   |            | William Nicol                          |                                                                          |
| 1 november 1958 tot 8 februari 1966   |            | Frans Hendrik Odendaal                 |                                                                          |
| 12 februari 1966 tot 15 juli 1979     |            | Sybrand Gerhardus Johannes van Niekerk |                                                                          |
| 16 juli 1979 tot 31 mei 1988          |            | Willem Adriaan Cruywagen               |                                                                          |
| 1 juni 1988 tot 7 mei 1994            |            | Daniel "Danie" Hough                   | Voordien van 1980 tot 1983 administrateur-generaal van Zuid-West-Afrika. |